# 黄庆安 (微电子学家)
黄庆安 (1963年—)，东南大学教授，从事微机械加工技术等方面的研究，中国教育部第6批“长江学者”特聘教授，参与"863"等多个国家重点项目，编著《硅微机械加工技术》，曾取得教育部自然科学一等奖等奖项，授权多项中国发明专利。

## 生平
1991年取得东南大学博士学位，后留校任教。